# Christian Bussy
Pour les articles homonymes, voir Bussy et Buyse.
Christian Bussy, de son nom officiel Christian Buyse, est un journaliste, essayiste et critique littéraire belge, né à Uccle en 1936 et mort le 17 décembre 2019 à Ixelles. Il est également un spécialiste du surréalisme en Belgique et a fait découvrir l'œuvre de Marcel Mariën.

## Biographie
Après avoir fréquenté le collège jésuite Saint-Michel et poursuivi des études de sciences politiques et sociales à l'université catholique de Louvain, dont une spécialisation « Presse et moyens de diffusion », Christian Bussy entre à la RTB en 1962 où il restera pendant trente-trois ans. Durant une année, il y effectue un travail de secrétariat puis il lui est proposé de réaliser une émission sur Paris en liberté pour laquelle il enregistre 99 séquences, dont un entretien avec le catcheur Roger Delaporte. Passant ses vacances avec sa femme d'origine vénitienne, il couvre le Festival de Venise en 1963, 1964 et 1968, interviewant Alain Resnais, Jean Cayrol et Roger Vadim. Il fait ensuite des reportages pour l'émission Actualité de midi et adopte le nom de Bussy « parce que c'était plus clair à prononcer et à retenir ».
L'un de ses collègues, professeur de littérature, ayant fait une émission sur les revues postsurréalistes, Christian Bussy se penche alors sur le surréalisme lui-même, en réalisant quatre sous son signe, la dernière, L'Accent grave consacrée exclusivement à Paul Nougé, les précédentes réunissant les noms, notamment, de Marcel Lecomte, E. L. T. Mesens, Julien Gracq, Philippe Soupault, Georges Limbour, Aimé Césaire. Il est ensuite affecté à l'émission L'Après-midi chez vous, pour laquelle il propose en feuilleton le livre Les Vacances d'un enfant de Louis Scutenaire, lu par un comédien. En peu de temps, il rencontre ainsi les uns après les autres l'ensemble des représentants du surréalisme en Belgique, E. L. T. Mesens, André Souris, Louis Scutenaire, René Magritte, Marcel Mariën, Paul Nougé (sauf Paul Colinet et Camille Goemans qui étaient morts) et en devient « les yeux et les oreilles ».
Sous l'enseigne  La Librairie ouverte, il réalise des émissions sur le groupe Cobra, Apollinaire, Paul Valéry, Henri Calet, Julien Blanc sur une idée de Scutenaire, Charles Du Bos (pour laquelle il interviewe François Mauriac), les fous littéraires à qui s'intéresse son ami André Blavier, George Orwell dont Marcel Mariën lui a fait découvrir l'œuvre, Natalie Clifford Barney, muse de Remy de Gourmont. En 1966, il va au Sénégal pour le premier festival mondial des Arts nègres. En 1971, Christian Bussy est versé à la télévision afin d'y réaliser des archives semblables à celles qu'il avait constituées sur le surréalisme à la radio. On lui doit notamment en 1973 des entretiens avec Cioran et Daniel Guérin et en 1974, avec les amis du peintre, Pour illustrer Magritte. Bien connu du grand public belge pour ses émissions télévisées littéraires et artistiques, il reçoit l'Antenne de Cristal en 1980 pour Arts-hebdo. Dans les années 1990, il réalise Les Arts en liberté, une série de cinq documentaires sur les arts dans les grandes villes européennes.
Lié avec les surréalistes de Bruxelles et les faisant régulièrement participer à ses émissions, Christian Bussy l'est particulièrement avec Marcel Mariën, son « maître à penser » : « Je suis devenu un autre homme de pensée, de mœurs, avec Mariën et les idées de Mariën ». En 1967, il est à l'origine de l'exposition à la galerie Defacqz de 121 objets, collages ou étrécissements de Mariën, dont le catalogue contient le texte d'une récente interview à la radio. Il lui consacre un film de cinquante minutes, Marcel Mariën dans tous ses états et, malgré un froid pendant dix ans, devient son plus grand collectionneur (une soixantaine d'œuvres). À sa mort en 1993, Christian Bussy s'occupe de son enterrement et fait inscrire sur sa pierre tombale une phrase de l'un de ses derniers textes : « Il n'y a aucun mérite à être quoi que ce soit ».
Christian Bussy est l'auteur de l' Anthologie du surréalisme en Belgique (464 pages), refusée par plusieurs éditeurs en Belgique et en France mais publiée en 1972, avec l'appui de Louis-René des Forêts, par Gallimard, dont la préface est un « entretien de Christian Bussy avec Marcel Mariën ». « Avant que certaines ne soient détruites », Christian Bussy photographie en 2005 l'ensemble des demeures successives de Magritte, de Nougé et de Mariën. Il publie en 2007 Les surréalistes au quotidien : petits faits vrais, avec une préface d'Olivier Smolders, texte de ses entretiens avec Thérèse Marlier transcrits par Huguette Lendel.
Il est le père de la romancière et psychothérapeute Sophie Buyse.

## Émissions de télévision
- 1975-1980 : Arts hebdo, RTBF.
- 1990-1996 : Les Arts en liberté, Centre de Production de Bruxelles, RTBF.

## Documentaire
- 1999 : Style et Passion, commande de la société des amis de Gabriel Matzneff.

## Ses écrits
- 1972 : Anthologie du surréalisme en Belgique, Paris, Gallimard.
- 2007 : Les surréalistes au quotidien : petits faits vrais ; préface d'Olivier Smolders, Bruxelles : Les impressions nouvelles, 2007  (ISBN 978-2-87449-028-6)